# Váci út
Váci út est une voie pénétrante reliant le centre-ville de Budapest à la Route principale 2 menant à Vác d'où elle tire le nom. Dans son extrémité sud, la route part de la Gare de Budapest-Nyugati et longe tout le 13e arrondissement jusqu'au 4e situé aux limites de la capitale, en amont du Danube. La ligne   du métro de Budapest est construite tout au long de l'axe entre Bajcsy-Zsilinszky út et Újpest-Városkapu.
On y trouve notamment le WestEnd City Center, les Halles Lehel, l'Église Saint-Martin de Tours et le Duna Plaza.